# Nikolai Alexandrowitsch Kostylew

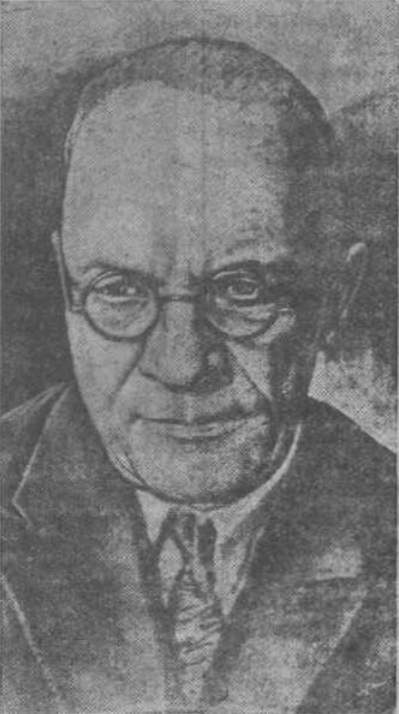
Nikolai Alexandrowitsch Kostylew (1930)

Nikolai Alexandrowitsch Kostylew (russisch Николай Александрович Костылев; * 1871 in Sytschowka; † 4. Februar 1939 in Moskau) war ein russisch-sowjetischer Metallurg und Hochschullehrer.

## Leben
Nikolai Kostylew war der Sohn eines Gärtners. Kostylews älterer Bruder Wassili (* 1869) wurde Priester und wurde 1927 wegen Zugehörigkeit zu einer monarchistischen Gruppe und antisowjetischer Propaganda verhaftet, nach Artikel 58 des Strafgesetzbuches der RSFSR zur Höchststrafe verurteilt und erschossen.
Kostylew studierte in St. Petersburg  am Bergbau-Institut. Zusammen mit Jewgeni Barbot de Marin schloss er das Studium 1896 mit ehrenvollen Begutachtungen seiner Metallurgie- und Mechanik-Projekte in der ersten Rangklasse als Bergbauingenieur ab. Zweimal wurde er zu Praktika nach Deutschland, Österreich-Ungarn, Belgien und Frankreich geschickt. Er erhielt einen Preis für das beste Praktikumsjournal. Im Oktober 1897 trat er in den Dienst des Bergbau-Amtes.
Kostylew arbeitete im Bergbau-Bezirk Nischni Tagil und wurde 1899 Assistent des Geschäftsführers des Hüttenwerks Nischni Tagil. Gleichzeitig unterrichtete er Baukunst an der Hüttenwerksfachschule. Im Juni 1899 nahm er an Dmitri Mendelejews Ural-Expedition teil und führte Versuche zur Bestimmung der Temperaturen in Siemens-Martin-Öfen mit Henry Le Chateliers Pyrometer durch. 1903 wurde er Geschäftsführer des Hüttenwerks Werchnjaja Salda und Präsident der Werchnjaja Saldaer Gesellschaft der Abnehmer. 1907 wurde er zum Hofrat (7. Rangklasse) ernannt. 1910–1912 gehörte er zu der Abordnung für die Werke der Erben Pawel Demidows. Er untersuchte 1910 die Schrumpfungseffekte beim Blockguss. Dann war er Geschäftsführer des Werks Jugo-Kamski bei Perm und schließlich Inspektor der Uraler Bergbauverwaltung.
Kostylew stand im Verdacht, revolutionäre Aktivitäten zu unterstützen. 1906 waren bei einer Durchsuchung seiner Wohnung regierungsfeindliche Schriften gefunden worden, worin zur Nichtzahlung von Steuern aufgefordert und ein 8-Stunden-Tag gefordert wurde. Ein Strafverfahren war gegen ihn eingeleitet worden. Gegen seine Frau Julija Lukinitschna Kostylewa († 1952), die Russisch-Lehrerin am Mädchengymnasium war, wurde wegen ihrer Zugehörigkeit zur Organisation des Jekaterinburger Komitees der Ural-Organisation der Sozialrevolutionäre ermittelt.
Nach der Oktoberrevolution wurde Kostylew auf Empfehlung Wladimir Grum-Grschimailos und Michail Pawlows als Dozent an das Technologische Institut Tomsk berufen, um Vorlesungen über Gusseisen-Metallurgie zu halten. Er leitete dann den Lehrstuhl für Gusseisen-Metallurgie. Zusammen mit dem Institut zog er nach Stalinsk um. Er wurde in den Stadtsowjet Stalinsk gewählt und war Mitglied des Oblast-Komitees der Vereinigung der Arbeiter der Hochschulen und Wissenschaftseinrichtungen. 1933 erschien die Monografie mit seinen Beiträgen zur Theorie des Hochofenprozesses. Er war Doktor der technischen Wissenschaften und Professor.
Im Frühjahr 1934 wurde Kostylew nach Moskau versetzt, wo er nach schwerer Krankheit am 4. Februar 1939 starb. Entsprechend seinem letzten Willen wurde seine Urne nach Stalinsk gebracht und im Beisein der Mitarbeiter seines Lehrstuhls bestattet.